# Bacanius szyszkoi
Bacanius szyszkoi är en skalbaggsart som beskrevs av Miłosz A. Mazur 1975. Bacanius szyszkoi ingår i släktet Bacanius och familjen stumpbaggar. Inga underarter finns listade i Catalogue of Life.